# Operacja Most
Most – kryptonim operacji przerzutu ponad 40 tys. Żydów z ZSRR i Rosji do Izraela w latach 1990–1992.

## Geneza
Wojna izraelsko-arabska w 1967 r. (tzw. wojna sześciodniowa) spowodowała, że władze PRL solidarnie wraz z innymi krajami socjalistycznymi (oprócz Rumunii) zerwały stosunki z Izraelem. Aby jednak zapewnić minimum obsługi konsularnej, interesy Izraela powierzono ambasadzie Holandii w Warszawie. Do jej zadań należało między innymi zapewnienie pomocy osobom emigrującym z ZSRR, udającym się do Wiednia, tranzytem przez Polskę. Dopiero 4 maja 1987 r., po zmianie sytuacji, otwarto w Warszawie przedstawicielstwo Izraela – „Sekcję Interesów”. Podstawowym powodem, dla którego Ministerstwo Spraw Zagranicznych Izraela dążyło do ponownego nawiązania stosunków dyplomatycznych z Polską, było zapewnienie nowego punktu tranzytowego dla opuszczających ZSRR radzieckich Żydów.
Latem 1988 r. premier Izraela, Icchak Szamir, otrzymał raport Mosadu, mówiący o tym, że kłopoty gospodarcze ZSRR mogą doprowadzić do szybkiego rozpadu sowieckiego imperium. Było to niebezpieczne dla zamieszkałych tam Żydów, których obwiniano o kłopoty gospodarcze i sankcje gospodarcze nałożone na kraj po radzieckiej interwencji w Afganistanie. Pod koniec lat 80. XX w. ZSRR zamieszkiwało prawie 2 mln osób pochodzenia żydowskiego, co oznaczałoby ryzyko pogromu na skalę niespotykaną od czasu holokaustu, gdyby prognozy wywiadu spełniły się. Szamir uzyskał wsparcie Stanów Zjednoczonych i razem próbowali skłonić przywódcę ZSRR, Michaiła Gorbaczowa, do zgody na masową emigrację radzieckich Żydów do Izraela. W zamian oferowano złagodzenie sankcji gospodarczych oraz udzielenie korzystnych kredytów dewizowych. Gorbaczow postawił dodatkowy warunek – pozostawiony majątek przejdzie na własność państwa, a Żydzi nie będą w przyszłości rościć do niego pretensji.
Początkowo emigracja odbywała się przez Wiedeń, jednak przez zbyt duży ruch na tym lotnisku i trudności z zapewnieniem bezpieczeństwa, trzeba było znaleźć inne miejsce. Na pomoc zgodziły się Węgry, jednak w trakcie konwojowania grupy emigrantów z ZSRR został zabity policjant, a sprawców nie udało się złapać. W związku z tym Węgry wycofały się. Do współpracy próbowano jeszcze namówić władze rumuńskie, jednak bezskutecznie. Ostatecznie Izrael zwrócił się z prośbą o pomoc do Polski, w której 24 sierpnia 1989 r. powstał pierwszy demokratyczny rząd Tadeusza Mazowieckiego. 27 lutego 1990 r. ministrowie Krzysztof Skubiszewski i Mosze Arens podpisali w Warszawie protokół o wznowieniu stosunków dyplomatycznych.

## Przygotowanie do operacji
26 marca 1990 r. premier Tadeusz Mazowiecki, przebywający ówcześnie z wizytą w USA, spotkał się z Amerykańskim Kongresem Żydowskim, na którym zadeklarował pomoc Polski w tranzycie. Odbył także rozmowę z szefem CIA, Williamem Websterem. Waszyngton obiecał pomoc w przeprowadzeniu operacji oraz szkoleniu antyterrorystycznym.
Zagrożenie atakiem terrorystycznym było realne. Radziecka ambasada i KGB poinformowały polskie służby specjalne o spotkaniu przedstawicieli radykalnych ugrupowań arabskich. Ustalono na nim, że odpowiedzą na nawiązanie relacji dyplomatycznych z Izraelem poprzez akcje terrorystyczne na sieć komunikacyjną. O realności gróźb może świadczyć zdarzenie, do jakiego doszło 30 marca 1990 r. Ostrzelano wtedy za pomocą kałasznikowów samochód, do którego wraz z żoną wsiadł attaché handlowy polskiej ambasady w Libanie, Bogdan Serkis. Oboje zostali poważnie ranni. Do zamachu przyznała się Organizacja Akcji Rewolucyjnej. Dwa dni później Islamski Front Militarny zapowiedział dalsze ataki na polskich dyplomatów i biura LOT-u, jeśli Polska nie wycofa się z obietnicy tranzytu.
Realne niebezpieczeństwo akcji było związane też z tym, że władze PRL utrzymywały polityczne, gospodarcze i wywiadowcze kontakty z państwami arabskimi - i 
jak w przypadku innych krajów socjalistycznych, wspierały organizacje terrorystyczne walczące z Izraelem. Członkowie tych ugrupowań przyjeżdżali do Polski, prowadzili w niej interesy, kształcili się. Istniało więc ryzyko, że dowiedzą się o akcji i podejmą próby przeciwdziałania jej.
Przedstawiciele Ministerstwa Spraw Zagranicznych, Ministerstwa Spraw Wewnętrznych, Urzędu Rady Ministrów, Ministerstwa Transportu oraz LOT-u spotkali się 29 marca na naradzie. Uzgodnili, że koszty akcji powinien pokryć Izrael. Podstawowym warunkiem miało być zapewnienie bezpieczeństwa polskich obywateli, placówek i samolotów. Przedstawiono te ustalenia ambasadorowi Izraela, który je zaakceptował. Służby objęły wzmożoną obserwacją Arabów przebywających w Polsce pod kątem możliwych kontaktów z ugrupowaniami terrorystycznymi, wzmocniły także kontrolę granic oraz inwigilację cudzoziemców.
10 kwietnia 1990 r. powstał Zespół Koordynacji Działań Antyterrorystycznych. Kierował nim szef Służby Wywiadu i Kontrwywiadu, generał Zbigniew Sarewicz, a jego zastępcą został wicedyrektor Departamentu I (wywiadu), pułkownik Bronisław Zych. W jego skład weszli przedstawiciele wywiadu, kontrwywiadu, milicji oraz zwiadu Wojsk Ochrony Pogranicza. Odpowiedzialnym za praktyczne zabezpieczenie operacji został major Jerzy Dziewulski, ówczesny dowódca policyjnych komandosów na warszawskim lotnisku Okęcie. Jeszcze zanim pierwsi żydowscy emigranci pojawili się w Polsce, do Warszawy przylecieli przedstawiciele izraelskich służb specjalnych. Byli to oficerowie Mosadu (wywiadu), Szin Betu (kontrwywiadu) oraz wojskowej jednostki specjalnej Sajjeret Matkal. Dziewulski został wysłany na miesięczne szkolenie do Izraela, by zapoznać się z zasadami działania tamtejszych służb. Do Polski przybyli też specjaliści od bezpieczeństwa z USA, by przekazać stronie polskiej swoje doświadczenia. Pomocy w zorganizowaniu akcji udzieliła ponadto firma Art-B Andrzeja Gąsiorowskiego i Bogusława Bagsika. Jej zadaniem była obsługa międzynarodowego przepływu pieniędzy, pomagała też w zakupie sprzętu i bezpośrednio przy samej operacji.

## Przebieg operacji
Operacja „Most” rozpoczęła się 14 czerwca 1990 r. Żydowscy emigranci uzyskiwali najpierw paszport. Wydawał go ZSRR. Najpierw zainteresowany musiał udowodnić swoje intencje i prawa do uzyskania obywatelstwa Izraela. Listę z danymi personalnymi przekazywano stronie izraelskiej, która dokonywała sprawdzenia i tylko zatwierdzane osoby mogły trafić do Polski. Emigranci przyjeżdżali w grupach pociągami relacji Moskwa – Paryż i wysiadali na dworcu Warszawa Gdańska. Stamtąd przewożono ich autobusami pod eskortą nieoznakowanych pojazdów do wynajętych przez ambasadę obiektów Legii Warszawa na Bemowie. W tym miasteczku spędzali noc, czasami dwie i czekali na samolot. Odprawy zdarzały się najczęściej w nocy, czasami nad ranem. W pierwszych miesiącach operacji miały one miejsce na hali lotniska. Odczytywano nazwiska z listy, a osoby mogły wejść na pokład samolotu. System ten miał jednak wady: zajmowało to wiele czasu, trzeba było kontrolować osoby kilkukrotnie (przed wejściem do autobusu na lotnisko, potem na lotnisku), poza tym wzbudziło to zainteresowanie państw arabskich. Przykładowo przedstawiciele syryjskiej ambasady przyjeżdżali samochodem oznaczonym jako „dyplomatyczny” pod samo lotnisko, opuszczali szybę i wszystko nagrywali. Zdarzały się także próby przekupstwa osób zaangażowanych w przeprowadzenie operacji.
Za transport lotniczy odpowiadały izraelskie linie El Al, które udostępniały swoje Boeingi 747. Planowano też udział LOT-u, ale firma miała trudności z wyczarterowaniem odpowiednich samolotów, a część załogi (m.in. piloci) odmówiła latania do Izraela.
Samoloty lądowały puste, z załogą, lekarzem i izraelskimi żołnierzami na pokładzie. Dwie godziny przed przylotem rozpoczynano patrolowanie lotniska, w którym brały udział opancerzone transportery i radiowozy z polsko-izraelską załogą. Antyterroryści obstawiali lotnisko, a w gotowości były jeepy i helikopter Mi-2. Ważne było ogrodzenie samolotu, aby nikt nie mógł się do niego zbliżyć.
Z czasem zaczęto dokonywać odpraw emigrantów jeszcze w hotelu. Dzięki temu autobus mógł podjechać bezpośrednio pod sam samolot, co znacznie ułatwiło pracę. Ambasada izraelska wynajęła także biurowiec na Mokotowie, który zaczęto wykorzystywać zamiast obiektów Legii na Bemowie.